# Mieleszki
Mieleszki (białorus. Мялешкі) – wieś w Polsce położona w województwie podlaskim, w powiecie białostockim, w gminie Gródek.

## Historia
Według Pierwszego Powszechnego Spisu Ludności, przeprowadzonego w 1921 r., wieś Mieleszki liczyła 50 domostw i zamieszkiwana była przez 292 osoby. Niemal wszyscy mieszkańcy miejscowości, w liczbie 291 osób, zadeklarowali wyznanie prawosławne, jedynie jedna osoba określiła się jako bezwyznaniowiec. Mieleszki były wówczas jednolite etnicznie, gdyż wszyscy mieszkańcy tej wsi podali białoruską przynależność narodową.
W latach 1975–1998 miejscowość administracyjnie należała do województwa białostockiego.
W 1980 r. w Mieleszkach dokonano badań dialektologiczno-językowych pod kierunkiem Janusza Siatkowskiego, w ramach których odnotowano, że: podstawowym środkiem porozumiewania się mieszkańców między sobą jest gwara białoruska.

## O wsi
Większość mieszkańców wsi stanowią Białorusini. Prawosławni mieszkańcy wsi przynależą do parafii Narodzenia Najświętszej Marii Panny w pobliskim Gródku, a wierni kościoła rzymskokatolickiego do parafii Najświętszego Serca Pana Jezusa w Gródku.

## W kulturze masowej
Mieszkańcy wsi są bohaterami reportażu Jerzego Kaliny pt. Ballada o Mieleszkach, zrealizowanego w 2005 r. w ramach cyklu Białostockiej Szkoły Reportażu i wyemitowanego przez TVP3 Białystok.